# While You Were Sleeping (Elementary)
While You Were Sleeping is de tweede aflevering van het eerste seizoen van de televisieserie Elementary, die voor het eerst werd uitgezonden op 4 oktober 2012.

## Verhaal
Holmes en Watson onderzoeken de moord op twee onwettige kinderen van een rijke zakenman. Ze komen voor een blok te staan als een getuige een dader aanwijst die zich in een coma bevindt. Holmes komt erachter dat Yvette's coma medisch geïnduceerd werd door haar arts, met wie ze een uitgebreid plan had om het hele familiefortuin te kapen en alle erfgenamen te vermoorden.

## Rolverdeling

### Hoofdrollen
- Jonny Lee Miller - Sherlock Holmes
- Lucy Liu - Dr. Joan Watson
- Aidan Quinn - Kapitein Toby Gregson
- Jon Michael Hill - Detective Marcus Bell

### Gastrollen
- Jennifer Ferrin - Rebecca Ellison
- Bill Heck - Ty Morstan
- Casey Siemaszko - Michael McGee
- Rosa Arredondo - Elaine
- Amy Landon - Yvette Ellison
- Rey Lucas - Martin
- Ava Paloma - Mary Margaret Phelps